# Galassia Nana dell'Orsa Minore
La Galassia Nana dell'Orsa Minore è una galassia nana sferoidale che si trova a circa 200 000 anni luce dalla Terra nella costellazione dell'Orsa Minore.
È stata scoperta nel 1954 da Albert George Wilson presso l'Osservatorio Lowell. La nana dell'Orsa Minore è una galassia satellite della Via Lattea.

## Formazione stellare
La galassia è formata principalmente da stelle vecchie e il suo attuale tasso di formazione stellare appare essere molto piccolo se non addirittura nullo.
Nel 1999 Mighell & Burke hanno usato il telescopio spaziale Hubble per confermare che la galassia ha avuto un singolo periodo di elevata formazione stellare, avvenuto circa 14 miliardi di anni fa e durato circa 2 miliardi di anni.